# Physalaemus nattereri
Espèce
Synonymes
- Eupomplyx marmoratus Jan, 1857
- Eupemphix nattereri Steindachner, 1863
- Eupemphix marmoratus Jan, 1857
- Paludicola edentula Boettger, 1885
- Pleurodema nattereri (Steindachner, 1863)

Statut de conservation UICN

 LC  : Préoccupation mineure
Physalaemus nattereri est une espèce d'amphibiens de la famille des Leptodactylidae.

## Répartition
Cette espèce se rencontre jusqu'à 1 500 m d'altitude, :
- dans le centre et dans le sud-est du Brésil ;
- en Bolivie dans le département de Santa Cruz ;
- dans l'est du Paraguay.

## Étymologie
Cette espèce est nommée en l'honneur de Johann Natterer.

## Galerie

Eupemphix nattereri
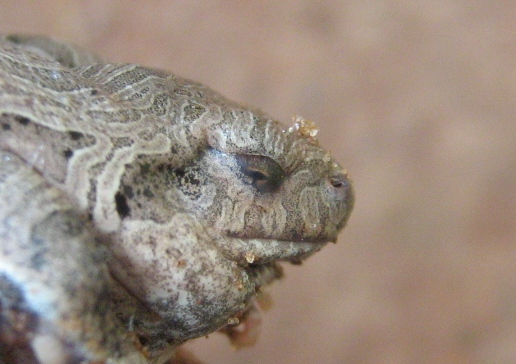
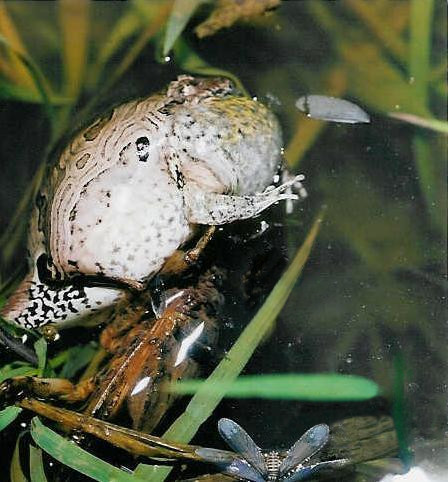
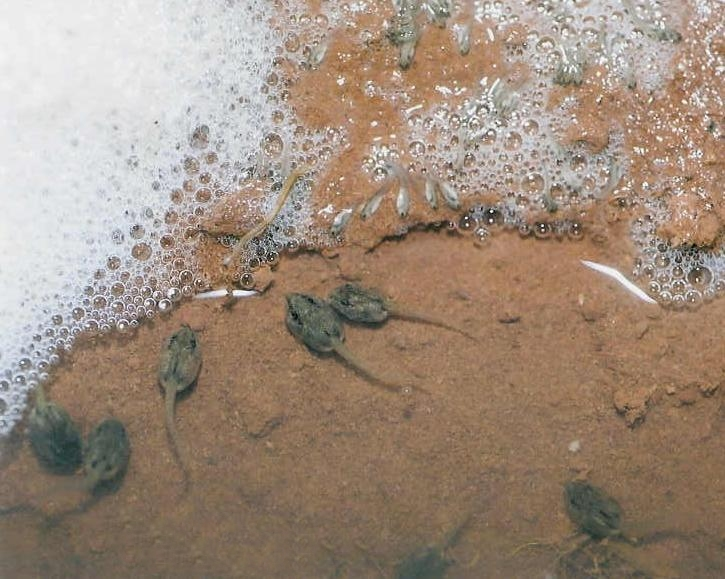
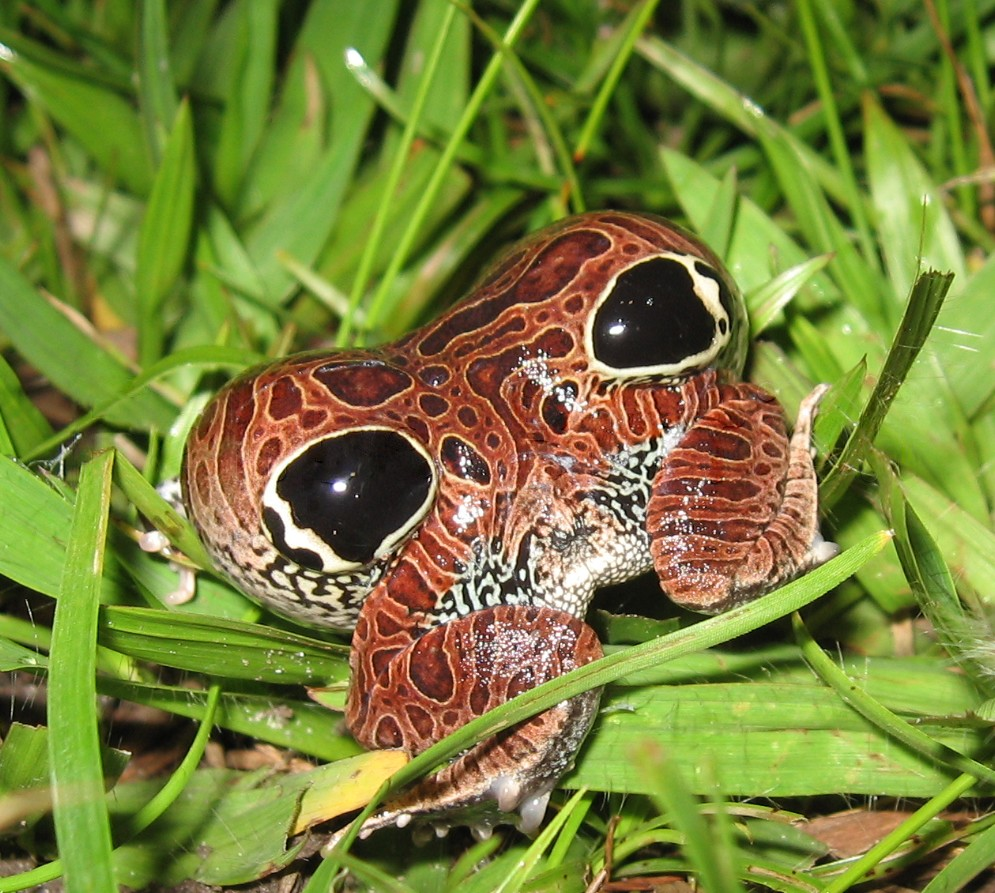

## Publication originale
- Steindachner, 1863 : Über einige neue Batrachier aus den Sammlungen des Wiener Museums. Sitzungsberichte der Kaiserlichen Akademie der Wissenschaften. Mathematisch-Naturwissenschaftliche Klasse, vol. 48, p. 186-192 (texte intégral).